# Saint-Martin-du-Manoir
Saint-Martin-du-Manoir è un comune francese di 1 572 abitanti situato nel dipartimento della Senna Marittima nella regione della Normandia.

## Società

### Evoluzione demografica
Abitanti censiti